# Salix chengfui
Salix chengfui är en videväxtart som beskrevs av N. Chao. Salix chengfui ingår i släktet viden, och familjen videväxter. Inga underarter finns listade i Catalogue of Life.